# Atenció a la dependència a la Regió de Múrcia
L'atenció a la dependència a la Regió de Múrcia va tindre un desenvolupament normatiu com en altres comunitats autònomes.

## Abans de la llei de dependència
La Llei 3/2003, de 10 d'abril, del Sistema de Serveis Socials establí diversos serveis que beneficiaven a les persones dependents.

## Després de la llei de dependència
Un informe amb dades de 2009 trobà que de les persones amb dret a rebre l'atenció a la Regió de Múrcia, solament un percentatge baix eren ateses malgrat que rebia suficients fons per part de l'estat central per a atendre-les a totes.
Amb dades del 2019, respecte el 2018 no va rebre 14,4 milions d'euros per part de l'estat central per les retallades fetes amb el Reial Decret Legislatiu 20/2012. La comunitat autònoma aportà el 82% de la despesa pública de l'atenció de llarga durada. Més del 50% del servei consisteix en les prestacions econòmiques PECEF, cosa que fa que la creació de treball amb relació a la dependència siga escassa, sent una de les baixes respecte altres comunitats autònomes.